# Thurageau
 Thurageau  es una población y comuna francesa, situada en la región de Poitou-Charentes, departamento de Vienne, en el distrito de Poitiers y cantón de Mirebeau.

## Demografía
| 861 | 766 | 671 | 605 | 673 | 697 |
| Para los censos de 1962 a 1999 la población legal corresponde a la población sin duplicidades (Fuente: INSEE [Consultar]) |     |     |     |     |     |